# Municipio de Hornet
El municipio de Hornet (en inglés, Hornet Township) es una subdivisión territorial del condado de Beltrami, Minnesota, Estados Unidos. Según el censo de 2020, tiene una población de 209 habitantes.
Abarca una zona casi exclusivamente rural. La ciudad de Funkley está completamente dentro de su territorio, pero es una entidad separada.

## Geografía
Está ubicado en las coordenadas 47°49′20″N 94°28′20″O / 47.82222, -94.47222. Según la Oficina del Censo de los Estados Unidos, tiene una superficie total de 91.6 km², de la cual 91.5 km² corresponden a tierra firme y 0.1 km² es agua.

## Demografía
Según el censo de 2020, hay 209 personas residiendo en la región. La densidad de población es de 2.28 hab./km². El 95.69 % son blancos, el 1.44 %  son afroamericanos y el 2.87 % son de una mezcla de razas. No hay hispanos o latinos viviendo en la zona.